# NGC 4583
NGC 4583 (другие обозначения — MCG 6-28-17, ZWG 188.11, PGC 42198) — галактика в созвездии Гончих Псов.
Вдоль малой оси этой галактики наблюдается пылевая полоса, хотя она имеет тот же показатель цвета, что и остальная галактика. На изображении в линиях H-альфа и [N II] наблюдается дископодобная структура, которая по морфологии совпадает с пылевой полосой.
Этот объект входит в число перечисленных в оригинальной редакции «Нового общего каталога».